# Vigneul-sous-Montmédy
 Vigneul-sous-Montmédy  là một xã thuộc the tỉnh Meuse trong vùng Grand Est đông bắc nước Pháp. Xã này nằm ở khu vực có độ cao trung bình 192 mét trên mực nước biển. Dân số theo điều tra năm 1999 của INSEE là 89 người.